# Drosophila siangensis
Drosophila siangensis är en tvåvingeart som beskrevs av Kumar och Gupta 1988. Drosophila siangensis ingår i släktet Drosophila och familjen daggflugor. Inga underarter finns listade i Catalogue of Life.
Artens utbredningsområde är Indien.